# Geomyidae
Geomyidae (geomiídeos) é uma família da ordem Rodentia (roedores), aparentada com os esquilos, marmotas e arganazes. Seus membros são chamados em inglês de gophers (no singular, gopher). Em espanhol são chamados de "tuza", advindo do náuatle "tozan".
São animais subterrâneos, aparentados com esquilos e arganazes. Vivem na América do Norte e por vezes são confundidos com uma marmota ou uma toupeira. O personagem Dentucinho (ou Roque-Roque) das histórias de Winnie the Pooh (Ursinho Puff) é um membro da família.

## Classificação
Família Geomyidae Bonaparte, 1845
- Subfamília †Entoptychinae
- Subfamília Geomyinae
  - Tribo Geomyini
    - Gênero Cratogeomys Merriam, 1895
    - Gênero Geomys Rafinesque, 1817
    - Gênero Orthogeomys Merriam, 1895
    - Gênero Pappogeomys Merriam, 1895
    - Gênero Zygogeomys Merriam, 1895

  - Tribo Thomomyini
    - Gênero Thomomys Wied-Neuwied, 1839